# Spondias mombin
Spondias mombin L., 1753 è una specie fruttifera della famiglia delle Anacardiacee, che è coltivata principalmente per il suo frutto.
In Italia non ha ancora un nome comune in quanto poco conosciuto: si propende a chiamarlo cagià (dal portoghese cajá), giobo (dallo spagnolo jobo, con cui è conosciuto in America Centrale, a sua volta derivato dall'idioma Caribe), oppure tapiriba (come viene chiamato dagli indigeni dell'Amazzonia e significa frutto del tapiro). Ma l'estesa diffusione della pianta da secoli in tutto il tropico ha fatto sì che gli appellattivi locali siano numerosi: nei Paesi americani di lingua inglese lo si conosce come yellow mombin o hog plum, in Giamaica spanish plum o gully plum; in Ghana, diventa hog plum o Ashanti plum; nell'Assam indiano: omora.

## Descrizione
L'albero rispetto agli altri fruttiferi che producono mombini si ramifica meno in larghezza e raggiunge i 20 m di altezza. Le foglie cadono nella stagione secca e sono alterne e pinnate, e si compongono a loro volta di varie foglioline opposte e lanceolate, oblique rispetto alla base. I fiori sono piccoli ma molto fragranti, e appaiono in pannocchie terminali. I frutti si sviluppano nelle branche terminali in gruppi di circa 10, hanno forma ovoidale o oblunga, al massimo lunghi 4 cm e larghi 3 cm. IL colore è giallo oro, a volte con sfumature arancioni. La polpa è gialla, succosa e piuttosto acida, con un leggero aroma di trementina. Raramente è consumato fresco, ma se ne ricavano succhi molto richiesti dai mercati nel Brasile ed anche esportati. Il frutto fresco è molto appetito dagli animali della foresta: scimmie, tapiri e pecari.

## Distribuzione e habitat
La specie è diffusa nell'ecozona neotropicale dal Sud del Messico sino al Perù, alla Bolivia e al Brasile.
Si è diffuso ovunque nel Tropico e spesso rinselvatichito in Africa e Asia meridionale, ma raramente viene qui coltivato per fini commerciali, e il frutto e i suoi derivati sono rari nei mercati. In Florida sopravvivono pochi esemplari con particolari cure. Nell'ambito dei climi caldi vive sia in climi umidi che moderatamente aridi.